# Perthida nectarea
Perthida nectarea is een vlinder uit de familie van de witvlekmotten (Incurvariidae). De wetenschappelijke naam van de soort is voor het eerst geldig gepubliceerd in 1893 door Meyrick.